# 少女は卒業しない
『少女は卒業しない』（しょうじょはそつぎょうしない）は、朝井リョウによる日本の連作短編小説。2012年3月5日に集英社より単行本が刊行され、2015年2月20日には集英社文庫より文庫版が刊行された。
2023年に映画版が公開。

## 概要
別の高校との合併で、翌日には校舎が取り壊される地方の高校、最後の卒業式の一日を、7人の少女の視点から描く。

## 収録作品
| # | サブタイトル           | 所収                                         |
| - | ---------------------- | -------------------------------------------- |
| 1 | エンドロールが始まる   | 『小説すばる』2010年4月号                    |
| 2 | 屋上は青               | 『小説すばる』2010年6月号※『屋上の青』を改題 |
| 3 | 在校生代表             | 『小説すばる』2010年8月号                    |
| 4 | 寺田の足の甲はキャベツ | 『小説すばる』2010年10月号                   |
| 5 | 四拍子をもう一度       | 『小説すばる』2010年12月号                   |
| 6 | ふたりの背景           | 『小説すばる』2011年2月号                    |
| 7 | 夜明けの中心           | 『小説すばる』2011年9月号                    |

## 登場人物
作田
とある理由から図書室に通う高校三年生。卒業後は京都の私立女子大に進学する予定。返却期限切れの常習犯。
孝子
ピアノ、英会話、吹奏楽部、生徒会を掛け持ちする多忙な高校3年生。卒業後は地元の国立大学教育学部に進学する予定で、英語の教師になろうと考えている。
尚輝
孝子の幼馴染。芸能事務所に所属し、ダンスを仕事にしている。高校2年生の三学期末テストの日、全日程を無断欠席し、突然高校を辞めた。
岡田亜弓
高校2年生。卒業式で在校生代表の送辞を読む。バスケ部。生徒会書記。
田所
高校3年生。生徒会長。成績優秀で、数学と世界史が得意。
後藤
女子バスケ部の部長。寺田と交際している。
寺田賢介
男子バスケ部の高校3年生。痩せ型であだ名は「歯ぐき」。
神田杏子
高原あすか
高校3年生。高校1年生の9月に、カナダから転校してきた帰国子女。美術部。
まなみ
高校3年生。料理部部長。栄養士の専門学校に進学する予定。ある目的で、取り壊し前夜の学校に忍び込む。

## 書誌情報
- 朝井リョウ『少女は卒業しない』
  - 単行本：2012年3月5日発売[1]、集英社、ISBN 978-4-08-771442-5
  - 文庫本：2015年2月20日発売[2]、集英社文庫、ISBN 978-4-08-745280-8

## 映画
2023年2月23日に公開。監督・脚本は中川駿、主演は河合優実。

### キャスト
- 山城まなみ：河合優実
- 後藤由貴：小野莉奈[3]
- 神田杏子：小宮山莉渚[3]
- 作田詩織：中井友望[3]
- 佐藤駿：窪塚愛流[5]
- 森崎剛士：佐藤緋美[5]
- 寺田賢介：宇佐卓真[5]
- 坂口優斗：藤原季節[5]
- 桜川智：林裕太[6]
- 宮下遥：丸本凛[7]
- 倉橋洋子：坂口千晴[8]
- 木村沙知：花坂椎南[9]
- 小西真由美：田畑志真[10]
- 岡田亜弓：瀧七海[11]
- ぜりぃふぃっしゅ：ema、mariko（片耳にカラスムギ。）[12]
- 高田伸夫：山崎竜太郎[13]
- 石川春樹：市来流星[14]
- 菅野知樹：高橋伶[15]
- PUZZLEベース：鈴木駿之介
- PUZZLEドラム：勝間星矢
- 村上有沙：真雪[16]
- 湯浅絵礼奈：まりあ[17]
- 遠藤楓：岩本菜々果[18]
- 望月花：鶴田美月[19]
- 原千亜希：瀬那美雲[20]
- 渡邊郁美：美来美月[21]
- レイ
- 井上俊輔：幸地生剛[22]
- 高橋慶生[23]
- 三輪涼太
- 小森健人[24]
- 松本裕太郎：鹿嶋佑斗[25]
- 山口尚仁：鉄太[26]
- 錦織恭介：蒼大[27]
- 御手洗太一：熊谷康孝[28]
- 大野柊：七海悠貴[29]
- 斎藤宏：青山俊雄[30]
- 天満竜宏
- 岸谷：イワゴウサトシ[31]
- 内海：谷仲恵輔[32]
- 山本（花火屋）：石本径代[33]
- バスの少女：志水心音[34]
- 佐藤駿の母：輝美[35]

### スタッフ
- 原作：朝井リョウ『少女は卒業しない』（集英社文庫刊）
- 監督・脚本：中川駿
- 主題歌：みゆな「夢でも」（A.S.A.B）[36]
- 製作：藤本款、堤天心、佐竹一美
- プロデューサー：宇田川寧、藤本款
- 音楽プロデューサー：杉田寿宏
- アソシエイトプロデューサー：松原希衣
- 音楽：佐藤望
- 撮影：伊藤弘典
- 照明：高橋拓
- 録音：鈴木健太郎
- 美術：宍戸美穂
- 編集：相良直一郎
- 衣装：白石敦子
- ヘアメイク：杉山裕美子
- キャスティング：東平七奈
- 助監督：中里洋一
- 制作担当：田口大地
- ラインプロデューサー：島根淳
- 配給：クロックワークス
- 製作プロダクション：ダブ
- 製作：映画「少女は卒業しない」製作委員会（クロックワークス、U-NEXT、ダブ）